# Leonardo Alberto González
Leonardo Alberto González Antequera (14 luglio 1972) è un allenatore di calcio ed ex calciatore venezuelano, di ruolo difensore, tecnico del Caracas.

## Carriera

### Club
Ha militato per due sole squadre, il Trujillanos e il Caracas.

### Nazionale
Con la nazionale di calcio venezuelana ha giocato 39 volte tra il 1993 e il 2008

## Statistiche

### Statistiche da allenatore

#### Nazionale venezuelana
| Squadra   | Naz                  | dal            | al               | Record | Record | Record | Record | Record | Record | Record | Record     |
| Squadra   | Naz                  | dal            | al               | G      | V      | N      | P      | GF     | GS     | DR     | % Vittorie |
| --------- | -------------------- | -------------- | ---------------- | ------ | ------ | ------ | ------ | ------ | ------ | ------ | ---------- |
| Venezuela | Venezuela (bandiera) | 23 agosto 2021 | 29 novembre 2021 | 8      | 1      | 0      | 7      | 6      | 16     | −10    | 12,50      |

#### Nazionale venezuelana nel dettaglio
| set.-nov. 2021 (Ad interim) | Venezuela        | Qual. Mondiali 2022 | 10º nel gruppo sudamericano CONMEBOL | 8 | 1 | 0 | 7 | 12,50 | 6 | 16 | -10 |
| Totale Venezuela            | Totale Venezuela | Totale Venezuela    | Totale Venezuela                     | 8 | 1 | 0 | 7 | 12,50 | 6 | 16 | -10 |

#### Panchine da commissario tecnico della nazionale venezuelana
| Cronologia completa delle presenze e delle reti in nazionale ― Venezuela | Cronologia completa delle presenze e delle reti in nazionale ― Venezuela | Cronologia completa delle presenze e delle reti in nazionale ― Venezuela | Cronologia completa delle presenze e delle reti in nazionale ― Venezuela | Cronologia completa delle presenze e delle reti in nazionale ― Venezuela | Cronologia completa delle presenze e delle reti in nazionale ― Venezuela | Cronologia completa delle presenze e delle reti in nazionale ― Venezuela | Cronologia completa delle presenze e delle reti in nazionale ― Venezuela |
| Data                                                                     | Città                                                                    | In casa                                                                  | Risultato                                                                | Ospiti                                                                   | Competizione                                                             | Reti                                                                     | Note                                                                     |
| ------------------------------------------------------------------------ | ------------------------------------------------------------------------ | ------------------------------------------------------------------------ | ------------------------------------------------------------------------ | ------------------------------------------------------------------------ | ------------------------------------------------------------------------ | ------------------------------------------------------------------------ | ------------------------------------------------------------------------ |
| 2-9-2021                                                                 | Caracas                                                                  | Venezuela                                                                | 1 – 3                                                                    | Argentina                                                                | Qual. Mondiali 2022                                                      | Yeferson Soteldo                                                         | Cap: T.Rincon                                                            |
| 5-9-2021                                                                 | Lima                                                                     | Perù                                                                     | 1 – 0                                                                    | Venezuela                                                                | Qual. Mondiali 2022                                                      | -                                                                        | Cap: T.Rincon                                                            |
| 9-9-2021                                                                 | Asunción                                                                 | Paraguay                                                                 | 2 – 1                                                                    | Venezuela                                                                | Qual. Mondiali 2022                                                      | Jhon Chancellor                                                          | Cap: W.Fariñez                                                           |
| 7-10-2021                                                                | Caracas                                                                  | Venezuela                                                                | 1 – 3                                                                    | Brasile                                                                  | Qual. Mondiali 2022                                                      | Eric Ramírez                                                             | Cap: T.Rincon                                                            |
| 10-10-2021                                                               | Caracas                                                                  | Venezuela                                                                | 2 – 1                                                                    | Ecuador                                                                  | Qual. Mondiali 2022                                                      | Darwin Machís Eduard Bello                                               | Cap: T.Rincon                                                            |
| 14-10-2021                                                               | Las Condes                                                               | Cile                                                                     | 3 – 0                                                                    | Venezuela                                                                | Qual. Mondiali 2022                                                      | -                                                                        | Cap: T.Rincon                                                            |
| 11-11-2021                                                               | Quito                                                                    | Ecuador                                                                  | 1 – 0                                                                    | Venezuela                                                                | Qual. Mondiali 2022                                                      | -                                                                        | Cap: T.Rincon                                                            |
| 16-11-2021                                                               | Caracas                                                                  | Venezuela                                                                | 1 – 2                                                                    | Perù                                                                     | Qual. Mondiali 2022                                                      | Darwin Machís                                                            | Cap: T.Rincon                                                            |
| Totale                                                                   |                                                                          | Presenze                                                                 | 8                                                                        |                                                                          | Reti                                                                     | 6                                                                        |                                                                          |